# Melissa Tancredi
Melissa Tancredi (Hamilton, 27 dicembre 1981) è un'ex calciatrice canadese, di ruolo attaccante.
Ha concluso la sua lunga carriera nel 2016, giocando nel campionato svedese con il KIF Örebro. vanta inoltre numerose presenze con la nazionale canadese con la quale ha conquistato due medaglie di bronzo olimpiche a Londra 2012 e Rio 2016.

## Biografia
Melissa Tancredi è nata a Hamilton, nell'Ontario meridionale da padre italiano giunto in Canada da Ascoli Piceno.

## Carriera

### Club
Nel 2004 Tancredi ha giocato con i Detroit Jaguars nello United Soccer Leagues W-League facendo 2 gol e fornendo due assist in 10 partite giocate.
Dal 2005 al 2006 ha giocato con gli Atlanta Silverbacks Women nello United Soccer Leagues W-League.
Nel 2009 ha giocato con il Saint Louis Athletica nel Women's Professional Soccer.
Nel 2010 si è unita al Vancouver Whitecaps FC nello United Soccer Leagues W-League e ha guidato la squadra con sei gol e due assist quindi, l'anno successivo, si è trasferita al Piteå Idrottsförening in Svezia.
Nel 2012 ha giocato con la squadra svedese Dalsjöfors Gymnastik och Idrottsförening.
All'inizio del 2016 il KIF Örebro, società svedese dell'omonimo centro, annuncia di aver trovato un accordo con la calciatrice per disputare la stagione entrante in Damallsvenskan, massimo livello nella struttura del campionato svedese femminile di calcio.

### Nazionale
Vinse una medaglia di bronzo alle Olimpiadi di Londra 2012 nella finale 3º posto, vinta dal Canada contro la Francia per 1-0 il 9 agosto 2012
Nell'aprile 2015 viene inserita in rosa nella formazione che rappresenta il Canada nel Mondiale 2015.

## Palmarès

### Nazionale
- Algarve Cup: 1

2016
- Bronzo olimpico: 2

Londra 2012
Rio de Janeiro 2016